# Enkesen im Klei
Enkesen im Klei, znana również jako Enkesen im Klai lub Enksen im Klai – dzielnica (Ortsteil) gminy Bad Sassendorf w powiecie Soest, w kraju związkowym Nadrenia Północna-Westfalia, w rejencji Arnsberg.

## Geografia
Enkesen im Klei położona jest 7,5 km na wschód od Soest. Tereny wsi mają bogatą, gliniastą glebę.
Wioska charakteryzuje się drogą przelotową, otoczoną murami z kamienia łamanego, oraz dużymi kompleksami gospodarczymi, z których niektóre obejmują ceglane budynki gospodarcze i dwupiętrowe budynki mieszkalne.

## Demografia
Według spisu ludności z 2015 roku, w Elfsen mieszkało 195 mieszkańców.

## Historia
Enkesen im Klei została wspomniana w dokumencie datowanym na 18 maja 1229 roku.

### Reorganizacja gmin
Według ustawy z 24 czerwca 1969 roku (niem. Gesetz zur Neugliederung des Landkreises Soest und von Teilen des Landkreises Beckum, § 7, Enkesen im Klei jest dzielnicą gminy Bad Sassendorf.

## Polityka
Burmistrzem dzielnicy (niem. Ortsvorsteher) jest Reinhard Varnholt.

## Transport
Enkesen im Klei leży tuż obok autostrady A44.